# 南佐治亚36人队
南佐治亚36人队（Southern Georgia 36'ers）是新美国篮球协会一支位于乔治亚州,奥尔巴尼的球队，球队取名36人队是因为奥尔巴尼城建于1836年。
球队将在2007-08赛季开始参加aba联盟的比赛